# Лиллер
Лилле́р (фр. Lillers), иногда переводится как Лийе́ — коммуна во Франции, регион О-де-Франс, департамент Па-де-Кале, округ Бетюн, кантон Лиллер. Расположена в 15 км к северо-западу от Бетюна, в 2 км от автомагистрали А26 «Англия» Труа-Кале, на берегу реки Кларенс. В центре коммуны находится железнодорожная станция Лиллер линии Аррас-Дюнкерк.
Население (2018) — 9 910 человек.

## История
В 1179 году Лиллер, принадлежавшие графам Фландрским, был передан в качестве выкупа королю Франции Филиппу II Августу. В 1327 году король Людовик IX создал графство Артуа, в состав которого вошёл Лиллер. В 1542 году во время войны с императором Карлом V французские войска сожгли Лиллер. Только через три года жителям города удалось частично отстроить свои дома.
После почти столетия мирной жизни Лиллер пострадал во время Тридцатилетней войны. В 1637 году город захватили испанцы и удерживали два года, прежде чем французам удалось отбить его. В 1659 году Франция и Испания заключили Пиренейский мир, по условиями которого земли Артуа перешли к Франции.
В 1710 году Артуа стала ареной Войны за испанское наследство. Лиллер был занят испанскими войсками. Командующий союзными войсками Англии, Германии и Голландии герцог Мальборо сделал его своей штаб-квартирой до тех пор, пока не был выбит из города французами. Утрехтский мир 1713 года, положивший конец этой войне, сохранил Лиллер в составе Франции.

## Достопримечательности
- Церковь Сент-Омер XII века в романском стиле
- Остатки старинного замка и крепостных стен
- Музей обуви

## Экономика
С XIX века город известен благодаря производимой в нём обуви, многие его фабрики имеют более чем столетнюю историю.
Структура занятости населения:
- сельское хозяйство — 1,3 %
- промышленность — 12,7 %
- строительство — 8,3 %
- торговля, транспорт и сфера услуг — 37,9 %
- государственные и муниципальные службы — 39,8 %

Уровень безработицы (2017) — 19,2 % (Франция в целом — 13,4 %, департамент Па-де-Кале — 17,2 %). 

Среднегодовой доход на 1 человека, евро (2017) — 18 100 (Франция в целом — 21 110, департамент Па-де-Кале — 18 610).

## Демография
Динамика численности населения, чел.

## Администрация
Пост мэра Лиллера с 2020 года занимает член Коммунистической партии Кароль Дюбуа (Carole Dubois). На муниципальных выборах 2020 года возглавляемый ею левый список победил во 2-м туре, получив 46,72 % голосов (из трёх списков).
| Период | Период | Фамилия         | Партия                                                                                              | Примечания                                                    |
| ------ | ------ | --------------- | --------------------------------------------------------------------------------------------------- | ------------------------------------------------------------- |
| 1962   | 1977   | Жак Венсан      | Французская секция Рабочего интернационала, Социалистическая партия, Союз за французскую демократию | учитель, член Генерального совета департамента                |
| 1977   | 1983   | Андре Розамберг | Коммунистическая партия                                                                             | работник типографии, член Генерального совета департамента    |
| 1983   | 1989   | Люсьен Андрие   | Коммунистическая партия                                                                             | работник компании SNCF                                        |
| 1989   | 1995   | Клод Голамец    | Социалистическая партия                                                                             | учитель, депутат Национального собрания                       |
| 1995   | 2011   | Люсьен Андрие   | Коммунистическая партия                                                                             | работник компании SNCF, член Генерального совета департамента |
| 2011   | 2020   | Паскаль Баруа   | Коммунистическая партия                                                                             | работник почты                                                |
| 2020   |        | Кароль Дюбуа    | Коммунистическая партия                                                                             | территориальный чиновник                                      |

## Города-побратимы
- Марсберг, Германия

## Знаменитые уроженцы
- Альбер Луи Эмманюэль де Фуле (1770-1831), дивизионный генерал, участник революционных и наполеоновских войн
- Анри Леконт (1963), теннисист

## Галерея

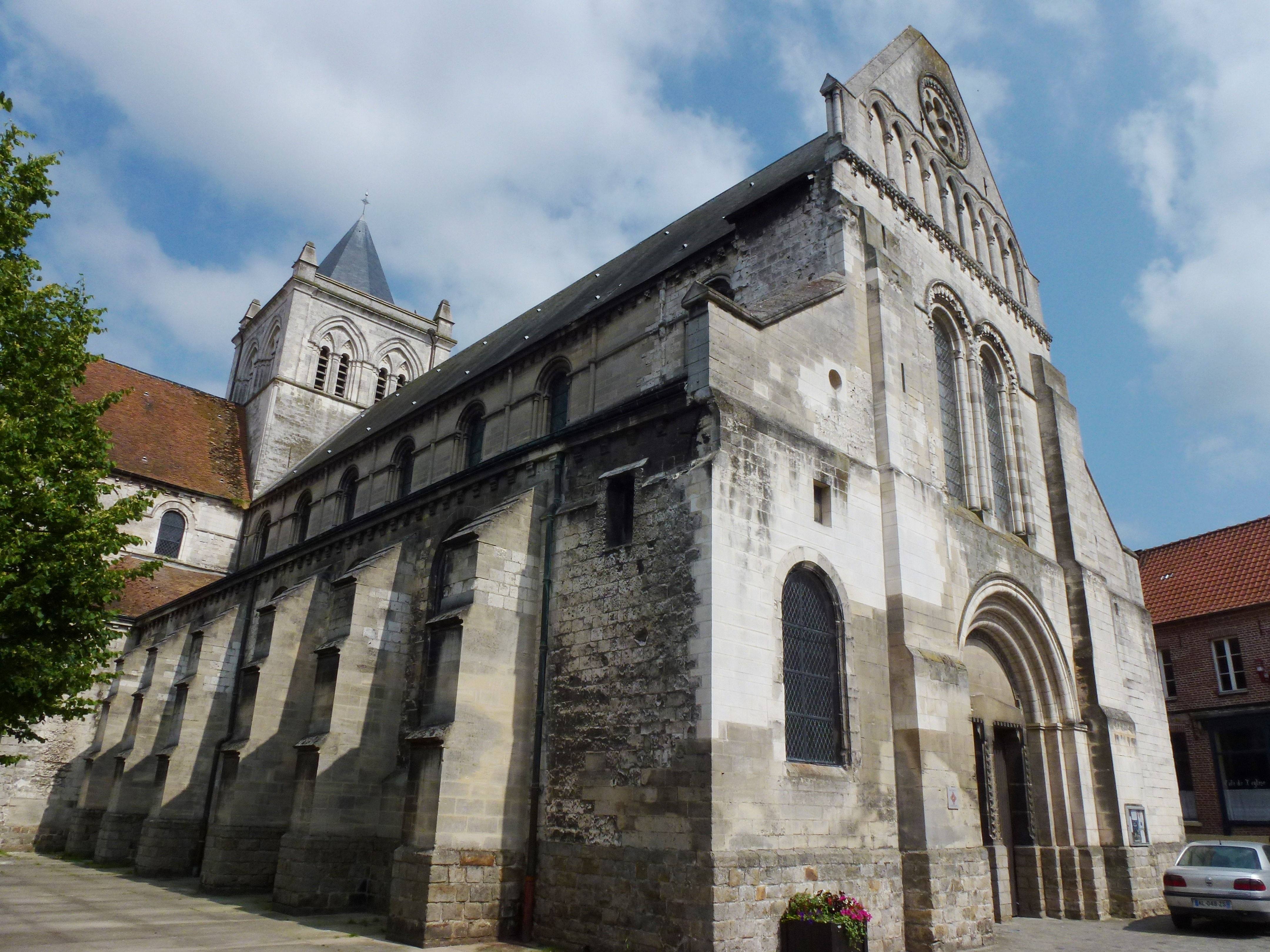
Церковь Сент-Омер
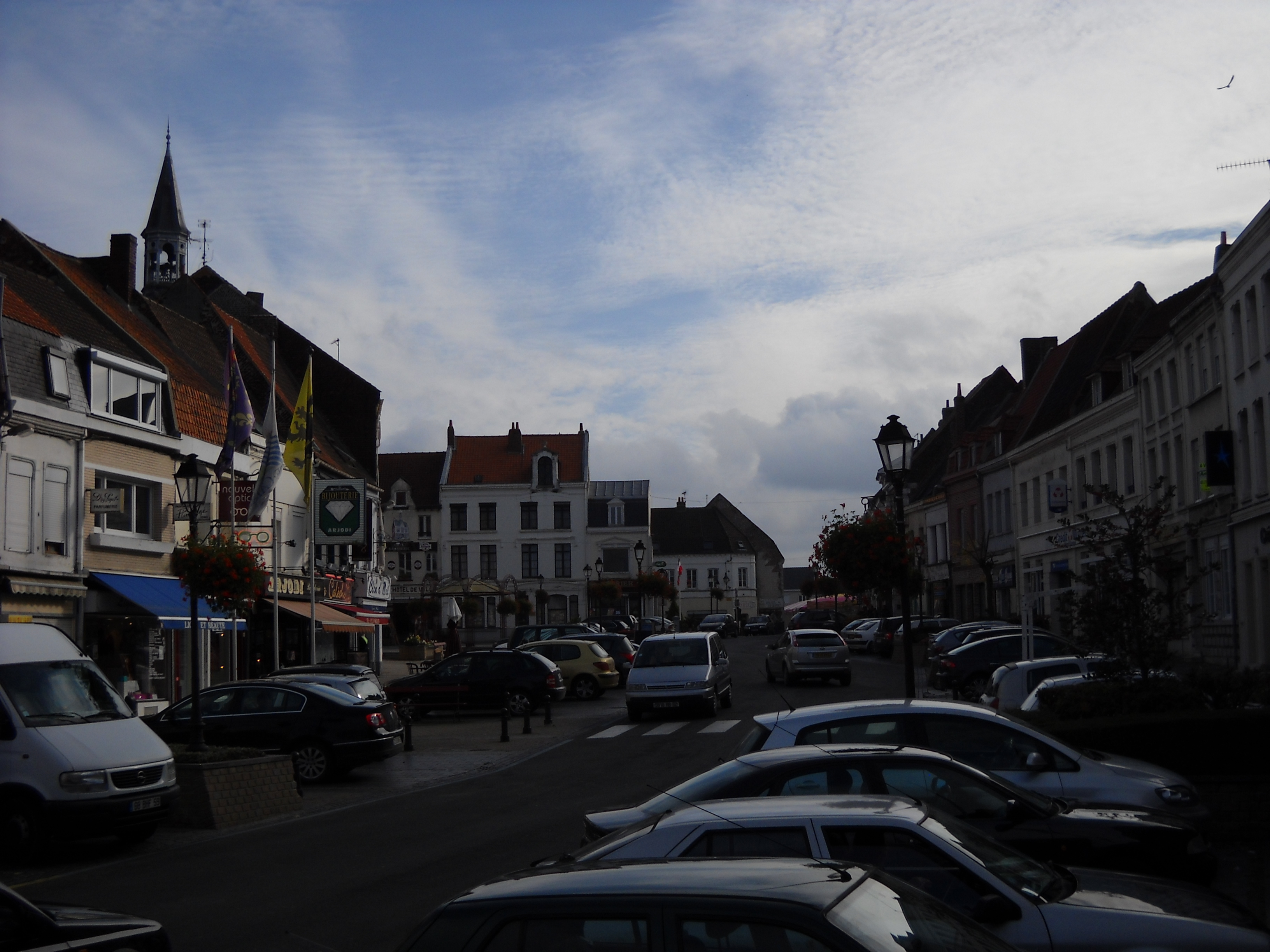
Площадь в центре города

1. 1 2  база данных о французских коммунах — Национальный географический институт Франции, 2015.
2. ↑  https://data.geopf.fr/telechargement/download/GEOFLA/GEOFLA_2-2_COMMUNE_SHP_LAMB93_FXX_2016-06-28/GEOFLA_2-2_COMMUNE_SHP_LAMB93_FXX_2016-06-28.7z — 2016.